# Cúp quốc gia Scotland 1912–13
Cúp quốc gia Scotland 1912–13 là mùa giải thứ 40 của giải đấu bóng đá loại trực tiếp uy tín nhất Scotland. Chức vô địch thuộc về Falkirk khi đánh bại Raith Rovers trong trận Chung kết.

## Lịch thi đấu
| Vòng      | Ngày thi đấu đầu tiên        | Số trận đấu | Số trận đấu | Số trận đấu  | Số đội tham gia |
| Vòng      | Ngày thi đấu đầu tiên        | Ban đầu     | Đá lại      | Đá lại lần 2 | Số đội tham gia |
| --------- | ---------------------------- | ----------- | ----------- | ------------ | --------------- |
| Vòng Một  | Thứ Bảy 25 tháng 1 năm 1913  | 2           | 1           | 0            | 34 → 32         |
| Vòng Hai  | Thứ Bảy 8 tháng 2 năm 1913   | 16          | 5           | 2            | 32 → 16         |
| Vòng Ba   | Thứ Bảy 22 tháng 2 năm 1913  | 8           | 1           | 0            | 16 → 8          |
| Tứ kết    | Thứ Bảy 8 tháng 3 năm 1913   | 4           | 1           | 1            | 8 → 4           |
| Bán kết   | Thứ Bảy 29 tháng 3 năm 1913  | 2           | 1           | 0            | 4 → 2           |
| Chung kết | Chủ Nhật 12 tháng 4 năm 1913 | 1           | 0           | 0            | 2 → 1           |

## Vòng Một
| Đội nhà             | Tỉ số | Đội khách           |
| ------------------- | ----- | ------------------- |
| Hamilton Academical | 0 – 0 | St Bernard's        |
| Kilmarnock          | 3 – 0 | Nithsdale Wanderers |

### Đá lại
| Đội nhà      | Tỉ số | Đội khách           |
| ------------ | ----- | ------------------- |
| St Bernard's | 0 – 3 | Hamilton Academical |

## Vòng Hai
| Đội nhà             | Tỉ số | Đội khách            |
| ------------------- | ----- | -------------------- |
| Aberdeen University | 0 – 3 | Peebles Rovers       |
| Ayr United          | 0 – 2 | Airdrieonians        |
| Broxburn United     | 0 – 5 | Raith Rovers         |
| Celtic              | 4 – 0 | Arbroath             |
| Clyde               | 0 – 0 | East Stirlingshire   |
| Dumbarton           | 2 – 1 | Aberdeen             |
| Dundee              | 5 – 0 | Thornhill            |
| Hamilton Academical | 1 – 1 | Rangers              |
| Heart of Midlothian | 3 – 1 | Dunfermline Athletic |
| Kilmarnock          | 5 – 1 | Abercorn             |
| Morton              | 2 – 2 | Falkirk              |
| Motherwell          | 1 – 1 | Hibernian            |
| Partick Thistle     | 4 – 1 | Caledonian           |
| Queen's Park        | 4 – 2 | Dundee Hibernian     |
| St Johnstone        | 3 – 0 | East Fife            |
| St Mirren           | 0 – 0 | Third Lanark         |

### Đá lại
| Đội nhà            | Tỉ số | Đội khách           |
| ------------------ | ----- | ------------------- |
| East Stirlingshire | 1 – 1 | Clyde               |
| Falkirk            | 3 – 1 | Morton              |
| Hibernian          | 0 – 0 | Motherwell          |
| Rangers            | 2 – 0 | Hamilton Academical |
| Third Lanark       | 0 – 2 | St Mirren           |

### Đá lại lần 2
Played at Shawfield và Celtic Park respectively.
| Đội nhà   | Tỉ số | Đội khách          |
| --------- | ----- | ------------------ |
| Clyde     | 1 – 0 | East Stirlingshire |
| Hibernian | 2 – 1 | Motherwell         |

## Vòng Ba
| Đội nhà         | Tỉ số | Đội khách           |
| --------------- | ----- | ------------------- |
| Clyde           | 1 – 0 | Queen's Park        |
| Dumbarton       | 1 – 0 | St Johnstone        |
| Kilmarnock      | 0 – 2 | Heart of Midlothian |
| Partick Thistle | 0 – 1 | Dundee              |
| Peebles Rovers  | 0 – 3 | Celtic              |
| Raith Rovers    | 2 – 2 | Hibernian           |
| Rangers         | 1 – 3 | Falkirk             |
| St Mirren       | 1 – 0 | Airdrieonians       |

### Đá lại
| Đội nhà   | Tỉ số | Đội khách    |
| --------- | ----- | ------------ |
| Hibernian | 0 – 1 | Raith Rovers |

## Tứ kết
| Đội nhà      | Tỉ số | Đội khách           |
| ------------ | ----- | ------------------- |
| Celtic       | 0 – 1 | Heart of Midlothian |
| Dundee       | 0 – 0 | Clyde               |
| Falkirk      | 1 – 0 | Dumbarton           |
| Raith Rovers | 2 – 1 | St Mirren           |

### Đá lại
| Đội nhà | Tỉ số | Đội khách |
| ------- | ----- | --------- |
| Clyde   | 1 – 1 | Dundee    |

### Đá lại lần 2
Played at Hampden Park.
| Đội nhà | Tỉ số | Đội khách |
| ------- | ----- | --------- |
| Clyde   | 2 – 1 | Dundee    |

## Bán kết
| Falkirk | v | Heart of Midlothian |
| ------- | - | ------------------- |
|         |   |                     |

| Raith Rovers | v | Clyde |
| ------------ | - | ----- |
|              |   |       |

### Đá lại
| Raith Rovers | v | Clyde |
| ------------ | - | ----- |
|              |   |       |

## Chung kết
| Falkirk           | v | Raith Rovers |
| ----------------- | - | ------------ |
| Robertson · Logan |   |              |